# 극장판 진격의 거인
《극장판 진격의 거인》(일본어: 劇場版「進撃の巨人」)은 2014년 11월 22일에 개봉된 전편: 홍련의 화살과 2015년 6월 27일 개봉된 후편: 자유의 날개 2부 구성으로 이루어진 일본의 애니메이션 영화이다.

## 전편: 홍련의 화살
전편: 홍련의 화살은 일본에서 2014년 11월 22일에 개봉되었고, 한국에서는 이듬해 1월 28일에 애니플러스가 수입·배급을 담당하여 CGV에서 상영을 하였다.

## 후편: 자유의 날개
후편: 자유의 날개는 일본에서 2015년 6월 27일에 개봉되었고, 한국에서는 같은 해 12월 10일에 애니플러스가 수입·배급을 담당하여 CGV에서 상영을 하였다.